# Apsará

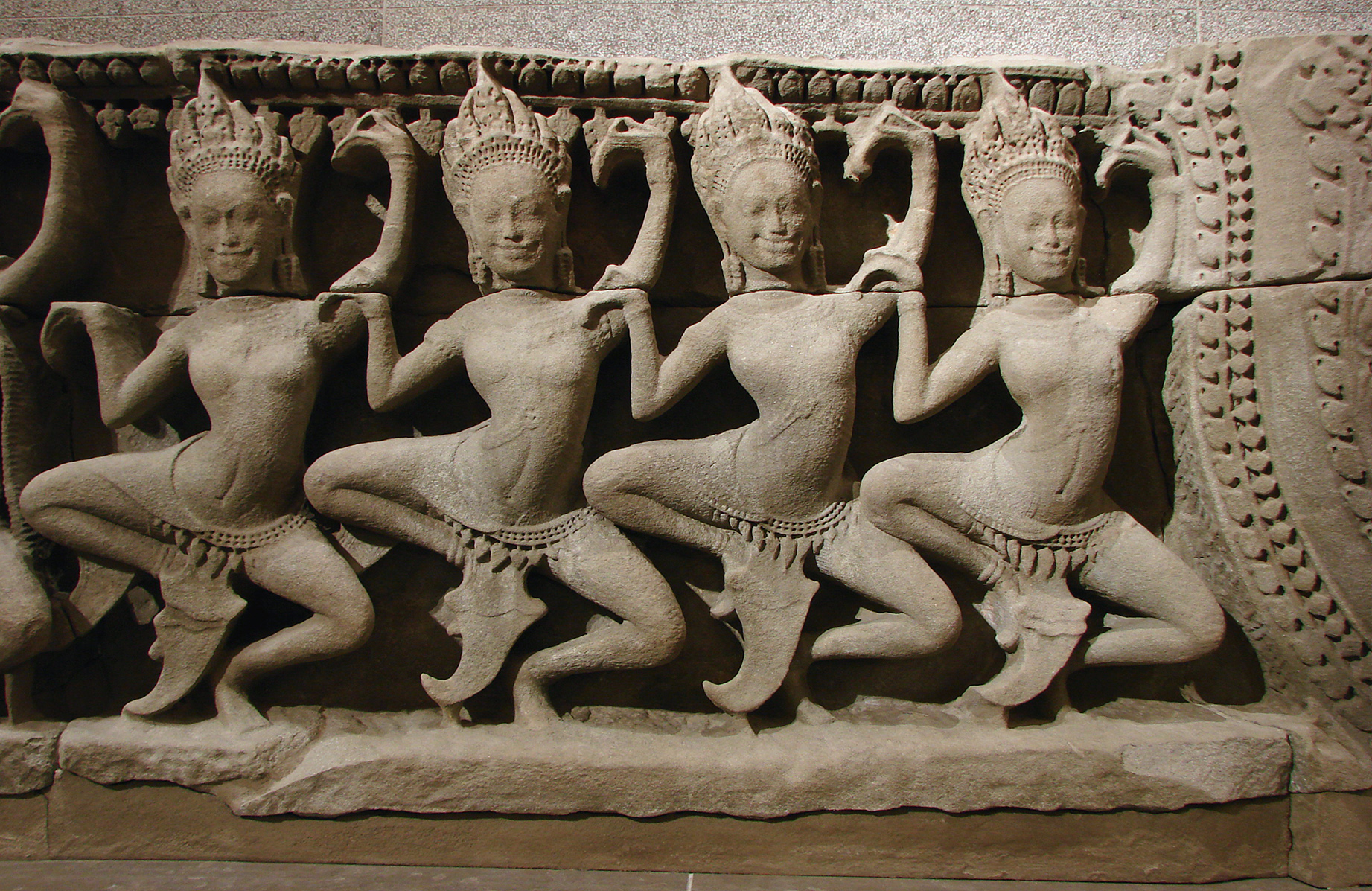
Apsaras, detalhe de uma parte inferior do frontão em (Angkor Thom), província de Siem Reap, Camboja, em estilo de Bayon

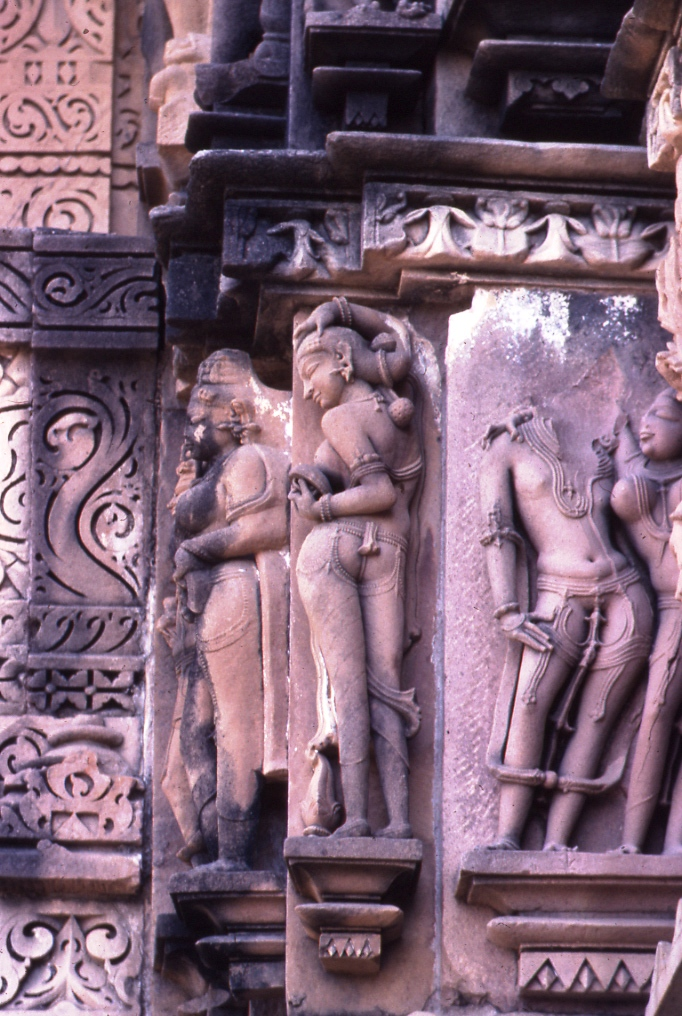
Apsara, Templo de Devi Jagadambi em Khajuraho, Madhya Pradesh, India

Apsarás (em sânscrito: ; romaniz.: apsarā) ou Apsarasas são os espíritos femininos das nuvens e das águas na mitologia Hindu e Budista. Elas figuram proeminentemente na escultura, dança, literatura e pintura de muitas culturas do Sul e Sudeste Asiático.
No Rig-Veda há apenas uma Apsará, a esposa de Gandharva; em escrituras posteriores há muitas Apsarás, criadas por Brahma, que agem como criadagem de Indra ou como donzelas celestiais da sua corte que dançavam diante do seu trono.
Natya Shatra lista as seguintes apsarás: Manjukesi, Sukesi, Misrakesi, Sulochana, Saudamini, Devadatta, Devasena, Manorama, Sudati, Sundari, Vigagdha, Vividha, Budha, Sumala, Santati, Sunanda, Sumukhi, Magadhi, Arjuni, Sarala, Kerala, Dhrti, Nanda, Supuskala, Supuspamala e Kalabha.
Os Apsarás são ninfas do paraíso de Indra. O nome, significa 'movendo-se na água,' tem analogia com Afrodite. Elas não são provenientes dos Vedas, mas Urvasi e outras poucas mencionadas. No Manu elas são chamadas as criações dos sete Manus. Nos poemas épicos elas são proeminentes, e o Ramayana e os Puranas atribuem sua origem ao movimento dos oceanos (Veja em Amrita). Elas são ditas saídas das águas, os deuses as tomaram por esposas, assim elas tornar-se comuns a todos. Elas foram apelidadas de Suranganas, 'esposas dos deuses,' e Sumad atmajas, filhas do prazer.'
"Então das profundezas agitadas surgiram às legiões das Apsarás, assim chamadas por saírem do elemento água que lhes era próprio. Destes seres. Miríades nasceram, e todas trajadas com vestes celestiais, e jóias celestes: Ainda mais divinos são os seus semblantes celestiais, enriquecidos com todas as dádivas da graça, da juventude e da beleza. Um séquito numeroso a seguem ; Mesmo deste modo belas, Nem deuses nem demônios buscam seu legítimo amor: De fato Raghava! Elas ainda mantém seu encanto. Os tesouros dos céus"         
Apsarás dizem ser capazes de  mudam suas formas de acordo com a sua vontade, e especialmente governam a  fortuna do jogo e da jogatina. Urvasi, Menaka, Rambha e Tilottama são as mais famosas entre as Apsarás que são bem versadas nas artes da música e da dança. O número total de Apsarás na corte de  Indra é 26, cada uma representando um distinto aspecto de uma das artes.  Elas podem ser comparadas com as musas da  Grécia antiga ou ninfas, dríadas, náiades, etc.
Um dos seus deveres é guiar ao paraíso os guerreiros que caem em combate, se tornando suas esposas. Elas são divididas em daivika ("divinas") ou laukika ("mundanas"). 
Nas Puranas vários ganas ou classes delas são mencionadas com nomes distintos. O Vayu Purana enumera quatorze, o Hari-vansa sete classes. Elas são novamente distinguidas como seres daivika, 'divinos,' ou laukika, 'ordinários.' A princípio diz serem dez e mais tarde trinta e quatro, e elas são as encantadoras (feiticeiras) celestes que fascinam os heróis, como Urvasi, e persuadem os austeros sábios em sua devoção e penitências, como Menaka e Rambha. 
O Kasi-khanda menciona "Há trinta e cinco milhões delas, mas somente umas mil e sessenta são as principais." As Apsarás, então, são seres do mundo das fadas, lindas e voluptuosas. Elas são as esposas ou as amantes amantes Gandharvas, e não é prudente dispensar seus favores. Seus namoros na Terra foram numerosos, e elas são as recompensas do paraíso de Indra para os heróis que caíram em batalha. Elas tem a força de mudar as suas formas; they are afeiçoadas aos jogos de dados, e dão sorte aqueles que as favorecem. No Atharva-veda elas não são tão amaveis; que podem produzir a loucura, e por isso há encantos e encantamentos para se usar contra elas. Há um longo artigos sobre elas no dicionário de Goldstucker, do qual muito do que há acima foi adaptado. 

## Observações
"Originalmente estas divindades parecem ter sido personificações de vapores que são atraídos pelo sol e formam a névoa e neblina; estes personagens parecem ser vagamente mencionados nos hinos do Rig-veda. Em um período subseqüente...(seus  atributos foram expandidos com a sua associação com os Gandharvas), elas tornaram-se divindades que representam fenômenos ou objetos físicos ou etéricos associados com a vida" (a vida elementar do céu).  
As Apsarás estão associadas aos ritos de fertilidade. No Hinduísmo, as menores Apsarás (também Vrikshaka, fadas) são às vezes referidas como espíritos da natureza, que enganam os homens os levando até a morte. 
Apsarás são freqüentemente citadas nas artes  budistas do Camboja até China. Elas são motivos de decorações dos templos de Angkor.

## Galeria

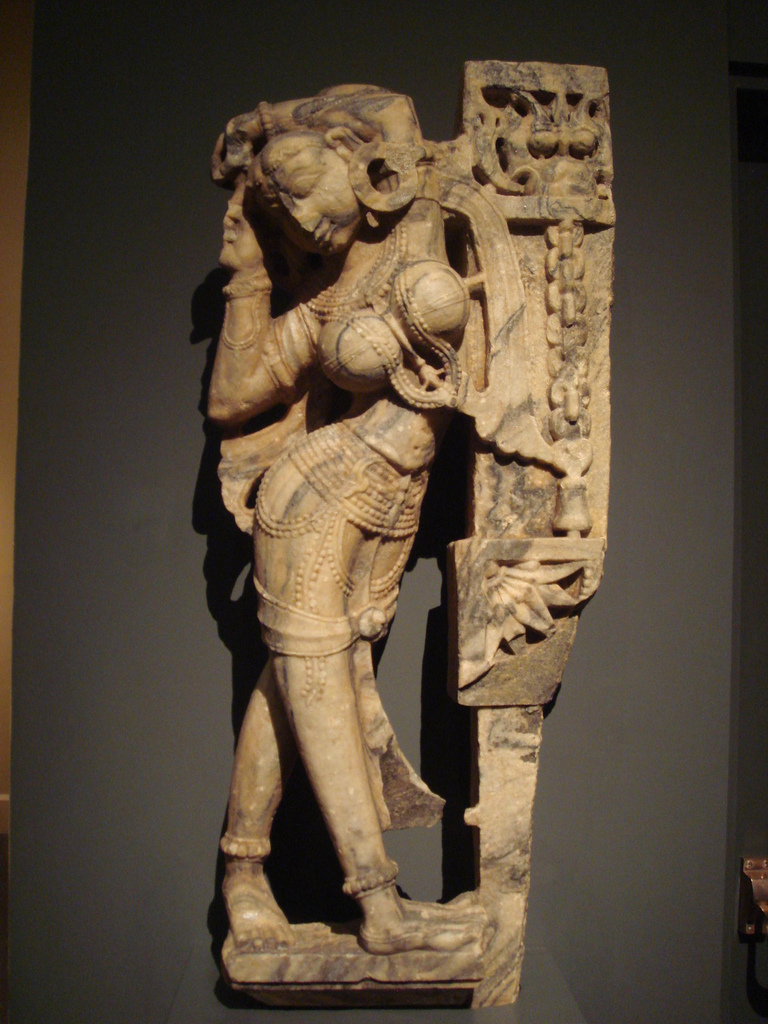
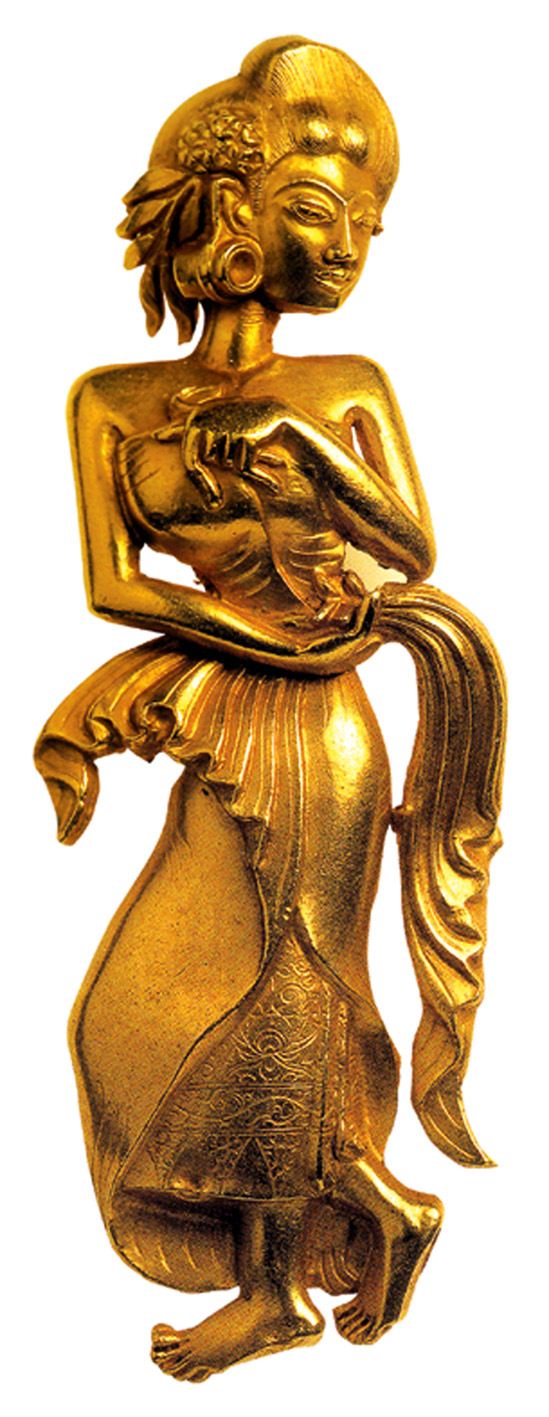
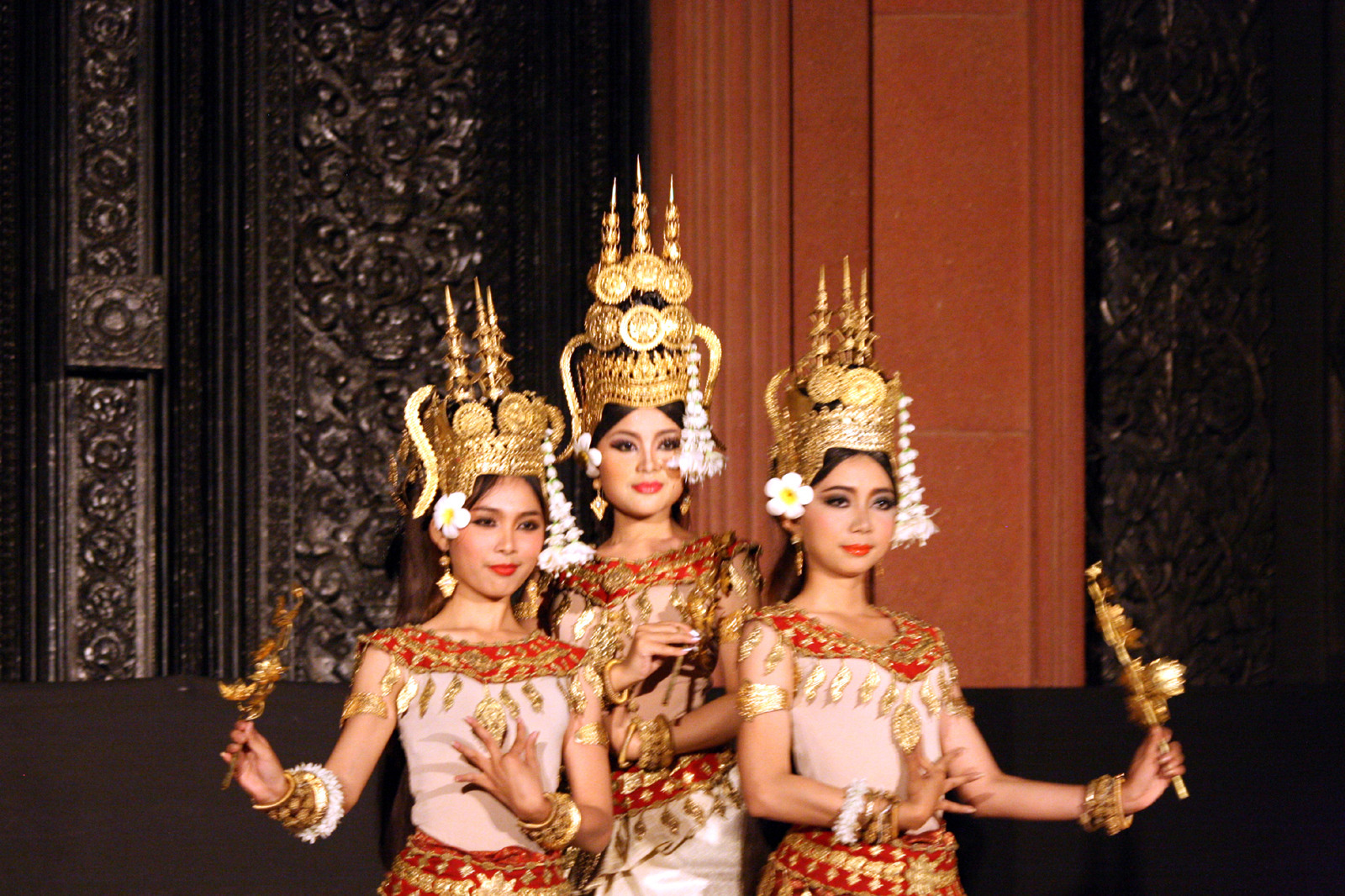
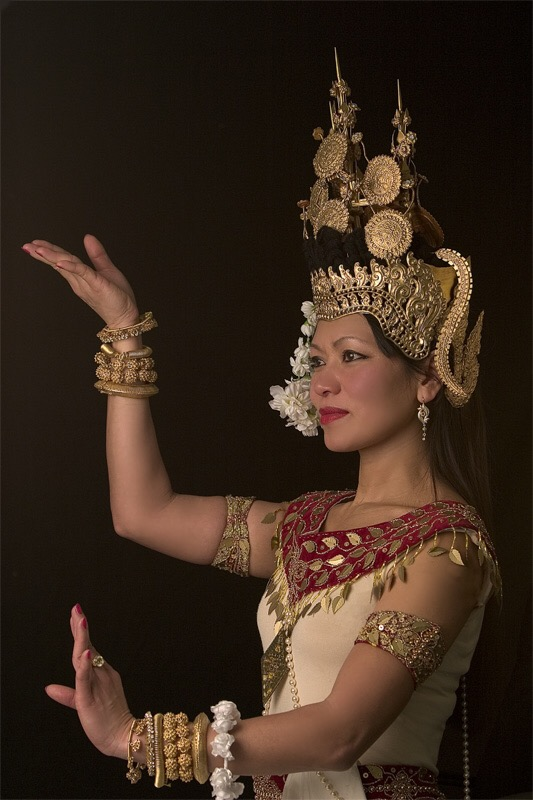
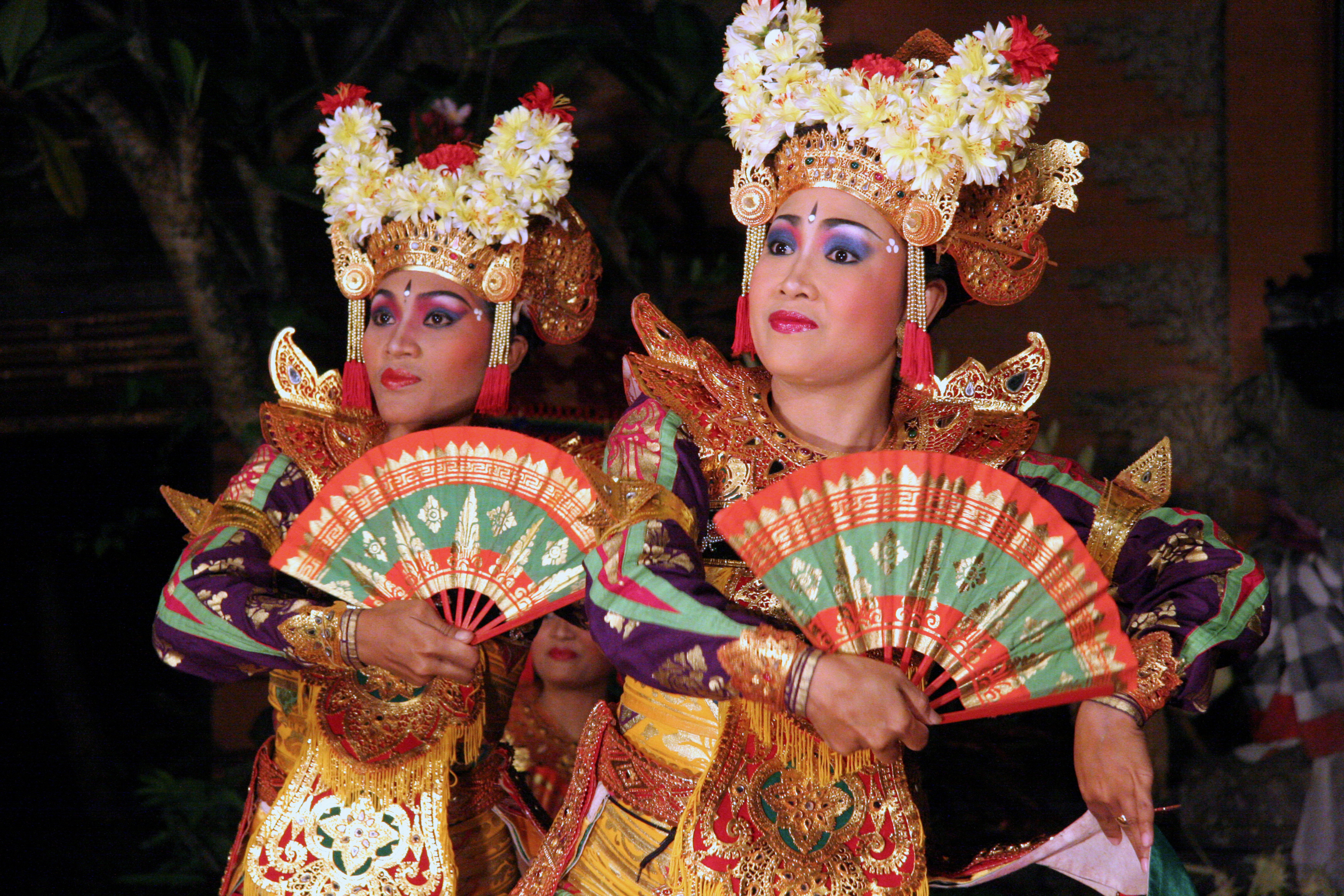
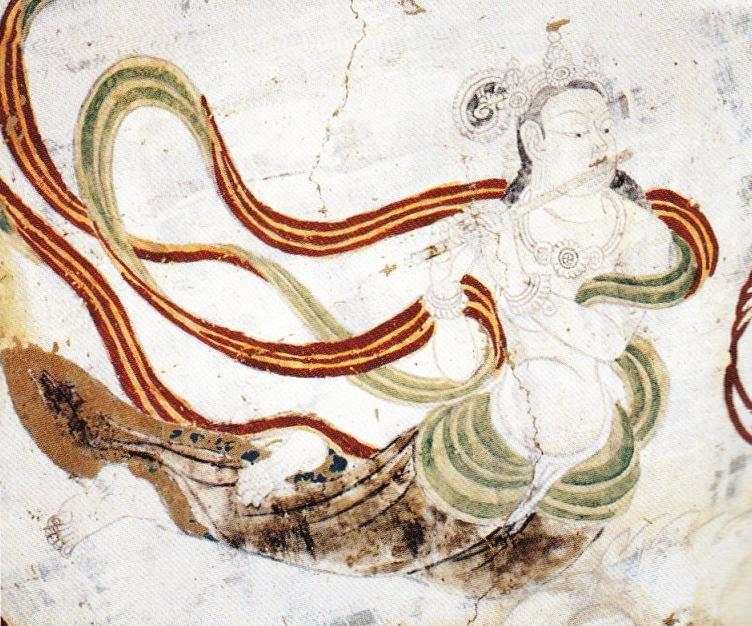